# ترانسیتو کوکومارولا
ترانسیتو کوکومارولا (انگلیسی: Tránsito Cocomarola; ۱۵ اوت ۱۹۱۸ – ۱۹ سپتامبر ۱۹۷۴) آهنگساز، و ترانه‌پرداز اهل آرژانتین بود.